# Sympodium
Sympodium is een geslacht van neteldieren uit de klasse van de Anthozoa (bloemdieren).

## Soorten
- Sympodium abyssorum Danielssen, 1887
- Sympodium caeruleum Ehrenberg, 1834
- Sympodium fuliginosum Ehrenberg, 1834
- Sympodium hyalinum Grieg, 1887
- Sympodium norvegicum Koren & Danielssen, 1883
- Sympodium punctatum May, 1898
- Sympodium splendens Thomson & Henderson, 1906
- Sympodium tamatavense Cohn, 1907